# Alectridium aurantiacum
Alectridium aurantiacum är en fiskart som beskrevs av Gilbert och Burke 1912. Alectridium aurantiacum ingår i släktet Alectridium och familjen taggryggade fiskar. Inga underarter finns listade i Catalogue of Life.

## Bildgalleri

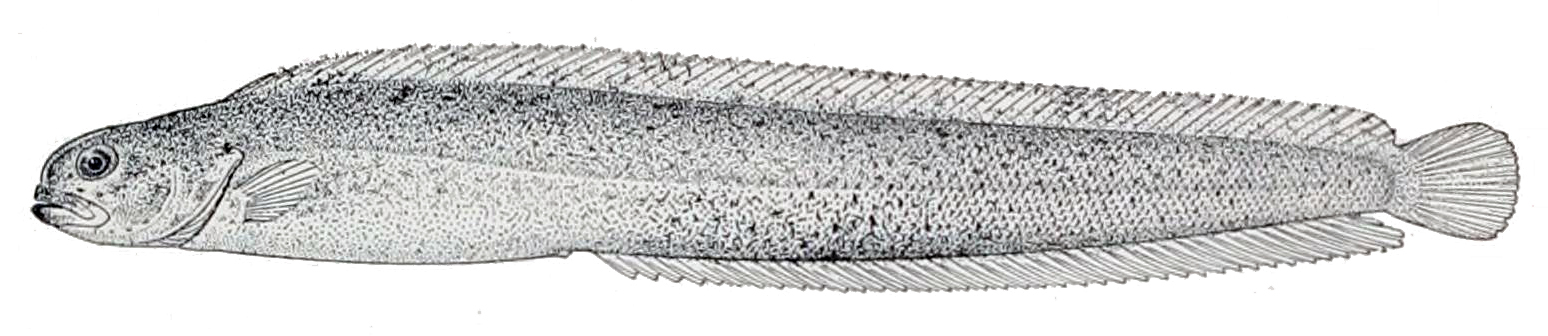